# Mitroplatia weidneri
Mitroplatia weidneri är en tvåvingeart som först beskrevs av Zielke 1971.  Mitroplatia weidneri ingår i släktet Mitroplatia och familjen husflugor. Inga underarter finns listade i Catalogue of Life.